# Équipe du Timor oriental des moins de 17 ans de football
Maillots
L'équipe du Timor oriental des moins de 17 ans est une sélection de joueurs de moins de 17 ans au début des deux années de compétition placée sous la responsabilité de la Fédération du Timor oriental de football.

## Parcours en Coupe d'Asie des nations de football des moins de 16 ans
De 1985 à 2002, le Timor oriental faisait partie intégrante de l'Indonésie.
- 2002 : Non inscrit
- 2004 : Forfait
- 2006 : Ne participe pas
- 2008 : Forfait
- 2010 : 1er tour
- 2012 : Non qualifié
- 2014 : Ne participe pas
- 2016 : Non qualifié
- 2018 : Non qualifié
- 2023 : À venir

### Parcours en Coupe du monde
De 1985 à 2002, le Timor oriental faisait partie intégrante de l'Indonésie.
- 2003 : Non inscrit
- 2005 : Forfait
- 2007 : Ne participe pas
- 2009 : Forfait
- 2011 : Non qualifié
- 2013 : Non qualifié
- 2015 : Ne participe pas
- 2017 : Non qualifié
- 2019 : Non qualifié
- 2023 : À venir